# Prayers/Triangles
Prayers/Triangles је сингл америчког алтернативног метал бенда Дефтонс и први је сингл са бендовог осмог студијског албума Gore. Објављен је 4. фебруара 2016. године.

## Музички спот
Објављена су два видеа за песму. Први је режирао Крис Бонђорно. Објављен је на исти дан као и сингл. Прво се приказује име сингла, затим се приказују фламингоси у лету док се полако зумира ка центру. Средином видеа се враћа на нормалу и приказује црн екран са именом албума. Поново се одвија иста радња са зумирањем и на крају се приказује датум објављивања албума.
Други видео је режирао Чарлс Бергист. Видео отпочиње проласком кроз тунел троуглова око ког се преливају јарке боје. Након изласка из тунела, појављује се Чино Морено како пева, а онда се убрзо смењује на улице предграђа кроз које Чино Морено трчи. Враћа се на преформирање бенда док се на екрану преливају боје.

## Листе
| Листа (2016)                         | Позиција |
| ------------------------------------ | -------- |
| US Mainstream Rock Songs (Билборд)   | 8        |
| US Rock Airplay (Билборд)            | 31       |
| US Alternative Songs (Билборд)       | 36       |
| US Hot Rock Songs (Билборд)          | 39       |
| US Rock Digital Song Sales (Билборд) | 45       |